# Île Léliogat
L'île Léliogat (ou Niriekul) est une île de Nouvelle-Calédonie située à environ 24 km au sud-est du cap de Flotte de l'île de Lifou et à 25 km au nord-ouest du cap Machau de Maré dans les îles Loyauté. Elle dépend de la commune de Lifou. 

## Géographie
L'île Léliogat, de forme ovale, fait 1,1 km de longueur et 0,9 km de largeur maximales pour une superficie de 0,7 km2. Entièrement recouverte de végétation, elle est entourée d'un platier et n'est accessible que par hélicoptère ou par une petite embarcation pouvant accoster au sud.

## Histoire
En juin 1827, l'île est abordée pour la première fois par un Européen lors du voyage austral de Jules Dumont d'Urville à bord de L'Astrolabe qui lui donne le nom d'île Hamelin,, (en l'honneur du contre-amiral Jacques Félix Emmanuel Hamelin) – nom utilisé jusqu'au XXe siècle.
L'île Léliogat, rattachée à Lifou, fait partie de l'aire coutumière Drehu.